# Saucisse d'Ajoie
La saucisse d'Ajoie est un mets typiquement jurassien, plus précisément ajoulot.

## Description
L'origine de la dénomination saucisse d'Ajoie remonte aux années 1920. Un groupe de bouchers ajoulots décida de nommer ainsi la saucisse locale, dite saucisse de ménage d'Ajoie afin de la distinguer des autres produits de la même famille. La saucisse d'Ajoie est le nom utilisé pour désigner un produit de charcuterie cru fumé et à cuire, à maturation interrompue, préparé à base de viande et de gras de porc et d'un maximum de 10 % de viande de bœuf. En outre, l'ajout de cumin entier dans l'assaisonnement de poivre et d'ail est propre au fumet particulier que dégage cette saucisse. Elle est embossée dans des menus de porc (boyaux).
Elle compose entre autres le repas de la Saint-Martin et elle est reconnue par des traités entre la Confédération suisse, conclus avec différents États, notamment l'Allemagne, le Portugal et la France portant sur la protection des indications de provenance et d'autres dénominations géographiques.